# Henry Michaud
Pour les articles homonymes, voir Michaud.
Henry Michaud, né le 15 juin 1875 à Perpignan (Pyrénées-Orientales) et mort en déportation à Buchenwald (Allemagne) le 24 janvier 1945, est un militaire français. Général de division aérienne, il est le premier chef d'état-major général des forces aériennes françaises de juin 1930 à janvier 1931.

## Biographie

### Formation
Henry Michaud est élève de l'École spéciale militaire de Saint-Cyr de 1893 à 1895 (promotion de Jeanne d'Arc).

### Carrière militaire
Henry Michaud est d'abord affecté au 37e régiment d'infanterie en 1895.
Breveté pilote le 14 novembre 1911, il est affecté l'année suivante à l'Aéronautique militaire au sein du premier groupe d'aviation. Du 2 mai 1918 au 9 septembre 1919, il commande le 172e régiment d'infanterie.
Il est blessé au début de la Première Guerre mondiale. Il intègre ensuite l'état-major du Groupe d'armées du Nord.
Dans les années 1920, il commande successivement le 22e régiment d'aviation de bombardement, la 11e brigade aéronautique et enfin la 11e brigade de bombardement. Stagiaire du Centre des hautes études militaires en 1926-1927, il est promu général de brigade aérienne en mars 1927.
De février 1929 à juin 1930, il commande la 1re division aérienne. Promu général de division aérienne, Henry Michaud devient le premier chef d'état-major général des forces aériennes françaises de juin 1930 à janvier 1931 et siège ensuite au Conseil supérieur de l'Air jusqu'en 1933. 
Promu général d'armée aérienne en 1933, il exerce comme inspecteur général des Forces aériennes d'outre-mer d'avril à septembre de cette même année.

### Retraite et résistance
Henry Michaud est admis dans la 2e section des officers généraux en 1937.
À partir de décembre 1943, il s'engage dans l'Organisation de résistance de l'Armée, dont il devient chef de la région Nord. Le 18 juillet 1944, il est arrêté par la Gestapo et déporté pour fait de résistance au camp de concentration de Buchenwald, où il meurt le 24 janvier 1945.
Reconnu mort pour la France, il reçoit la croix de guerre 1939-1945 et la médaille de la Résistance à titre posthume.

## Décorations
- Grand officier de la Légion d'honneur en 1934 (commandeur en 1926, officier en 1918, chevalier en 1913)[2].
- Croix de guerre 1914–1918.
- Croix de guerre 1939–1945.
- Médaille de la Résistance française